# Hof direkt
HOF direkt – Die Zeitschrift für Direktvermarkter ist ein Fachmagazin für Direktvermarkter in der Bundesrepublik Deutschland, Österreich sowie im deutschsprachigen Raum. Sie  hat eine Auflage von etwa 8.500 Exemplaren.
In der Zeitschrift werden Fragen zur Direktvermarktung landwirtschaftlicher Produkte aufgegriffen, wobei Fachthemen sowie Berichte aus der Praxis im Vordergrund stehen. Das sechsmal jährlich erscheinende Medium wird vom Landwirtschaftsverlag in Münster-Hiltrup herausgegeben. Das Heft ist nur im Abonnement erhältlich.
Die Fachzeitschrift hat unter anderem die Rubriken Frage und Antwort, Aus der Praxis, Fachthema und Rechtsfragen.